# Judith Herman
Judith Lewis Herman is een Amerikaanse hoogleraar aan de Harvard-universiteit. Zij is de grondlegger van de term complexe posttraumatische stressstoornis (CPTSS).
Herman is hoogleraar psychiatrie aan de Harvard Medical School, ‘Director of Training’ van het ‘Victims of Violence Program’ bij de afdeling psychiatrie bij de Cambridge Health Alliance in Cambridge, Massachusetts en een van de oprichters van het Women's Mental Health Collective.
In 1996 ontving zij de ‘Lifetime Achievement Award’ van de International Society for Traumatic Stress Studies en de ‘2000 Woman in Science Award’ van de American Medical Women's Association. In 2003 is ze tot ‘Distinguished Fellow’ van de American Psychiatric Association benoemd.

## Boeken
- Trauma and Recovery ISBN 9780465061716
- Group Trauma Treatment in Early Recovery ISBN 9781462537440

## Overige publicaties
- Judith Herman. Recovery from psychological trauma. PCN. DOI: 10.1046/j.1440-1819.1998.0520s5S145.x.

- Bibsys: 90274517
- Bibliothèque nationale de France: cb150098038 (data)
- CiNii: DA05647596
- Gemeinsame Normdatei: 172135176
- International Standard Name Identifier: 0000 0001 1005 1934
- Library of Congress Control Number: n81019377
- Nationale Bibliotheek van Letland: 000047740
- Bibliotheek van het Japanse parlement: 00536489
- Nationale Bibliotheek van Tsjechië: jn20011210131
- Nationale bibliotheek van Australië: 36247345
- Nationale Bibliotheek van Israël: 987007439381905171
- Nationale en Universitaire bibliotheek Zagreb: 000164206
- Nederlandse Thesaurus van Auteursnamen: 068655495
- Réseau des bibliothèques de Suisse occidentale: 02-A005914901
- Istituto Centrale per il Catalogo Unico: MILV171420
- LIBRIS: 60534
- SNAC: w6287sf6
- Système universitaire de documentation: 123383560
- Trove: 1236252
- Virtual International Authority File: 111897957
- WorldCat: E39PBJjxr3j8mPYvJXDWxBcXVC

1. ↑  Guggenheim Fellows database; Guggenheim-identificatiecode voor fellowship: judith-lewis-herman.